# Stymphalornis acutirostris
Stymphalornis acutirostris là một loài chim trong họ Thamnophilidae.